# 12621 Alsufi
12621 Alsufi este un asteroid din centura principală, descoperit pe 24 septembrie 1960, de Cornelis van Houten și Ingrid van Houten și Tom Gehrels.